# Anders Jacobsson och Sören Olsson

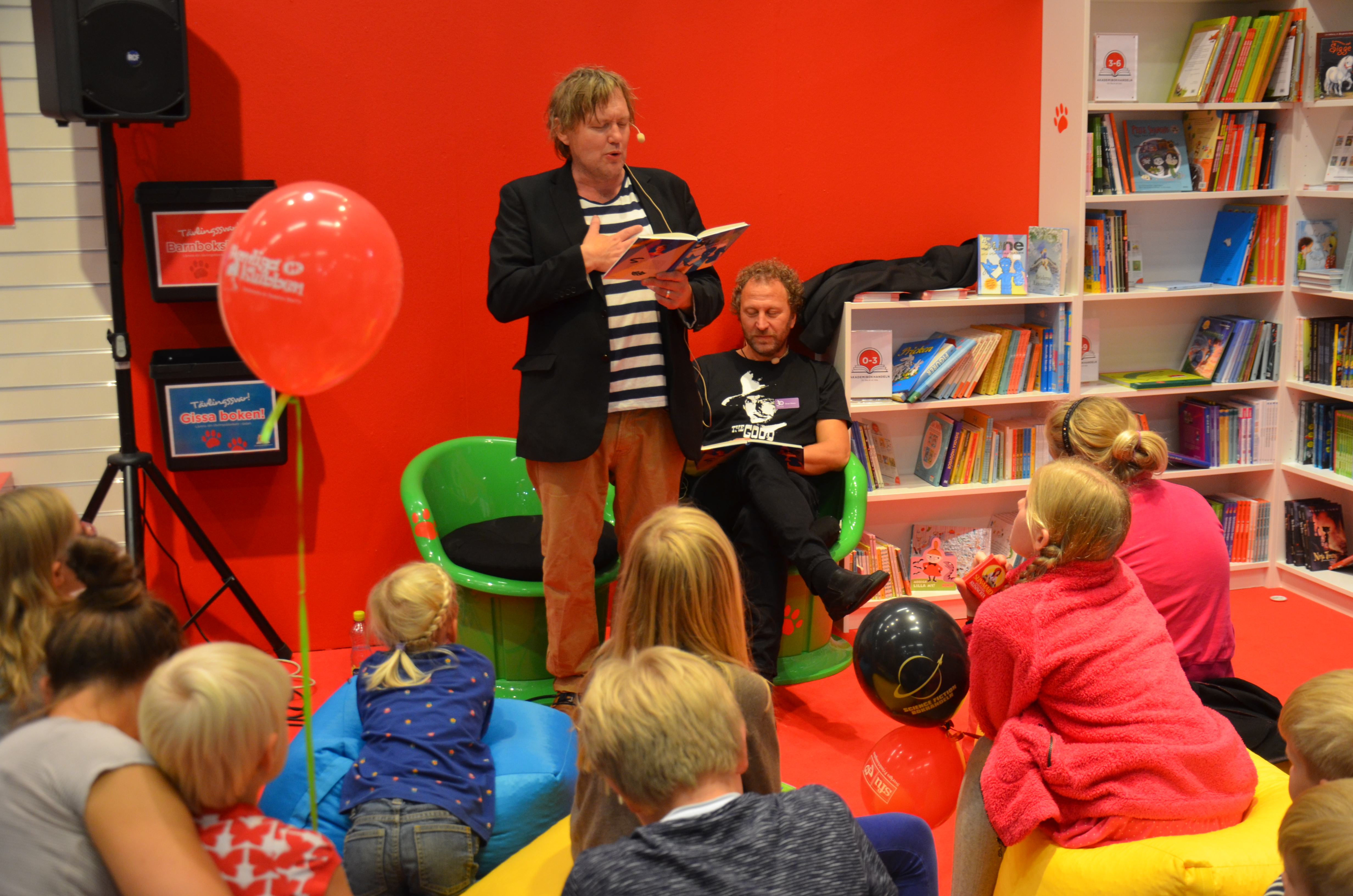
Anders Jacobsson och Sören Olsson med högläsning av Sune-bok på Bokmässan i Göteborg 2014.

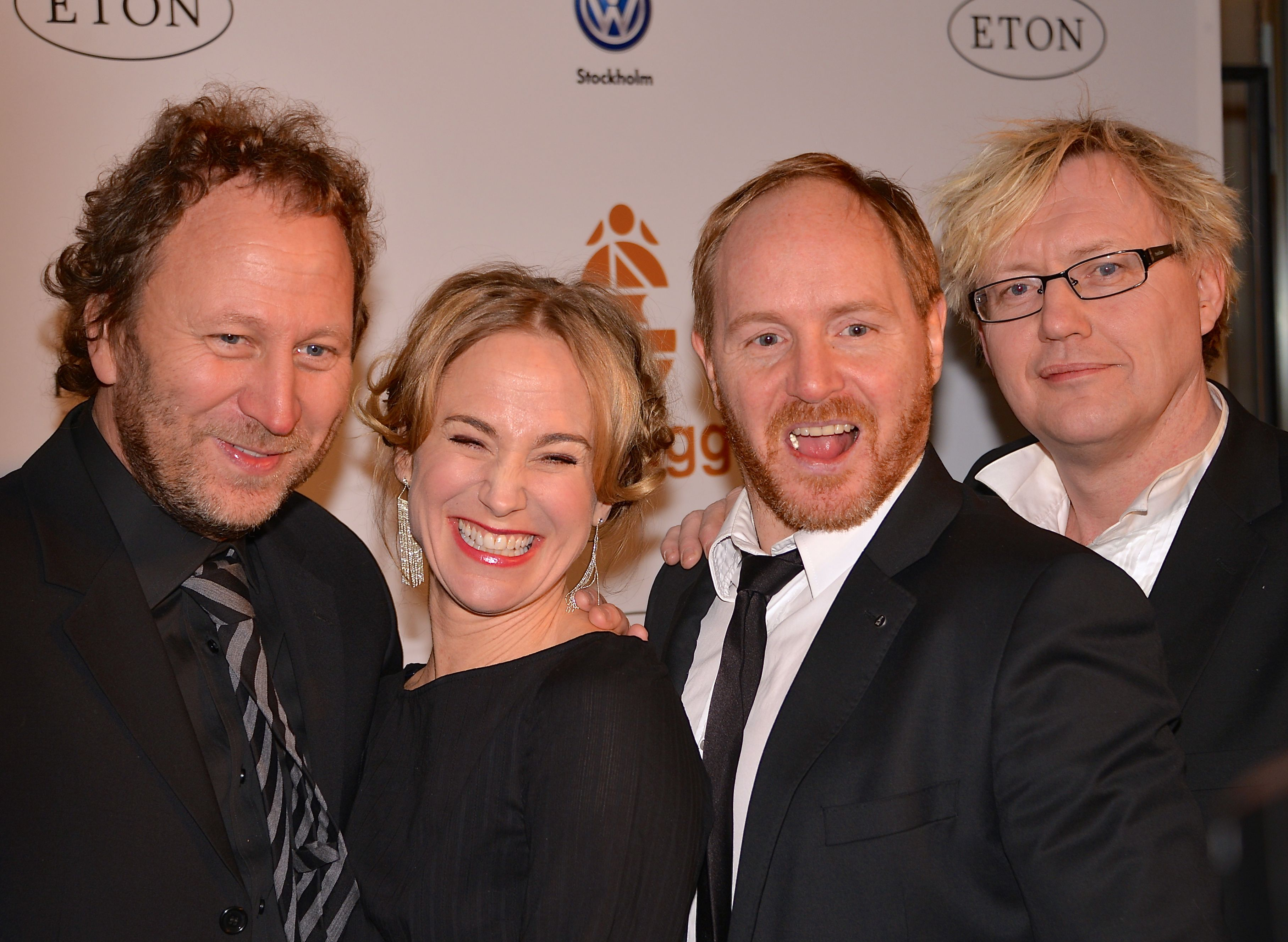
Sören Olsson, Anja Lundqvist, Morgan Alling och Anders Jacobsson på Guldbaggegalan 2013.

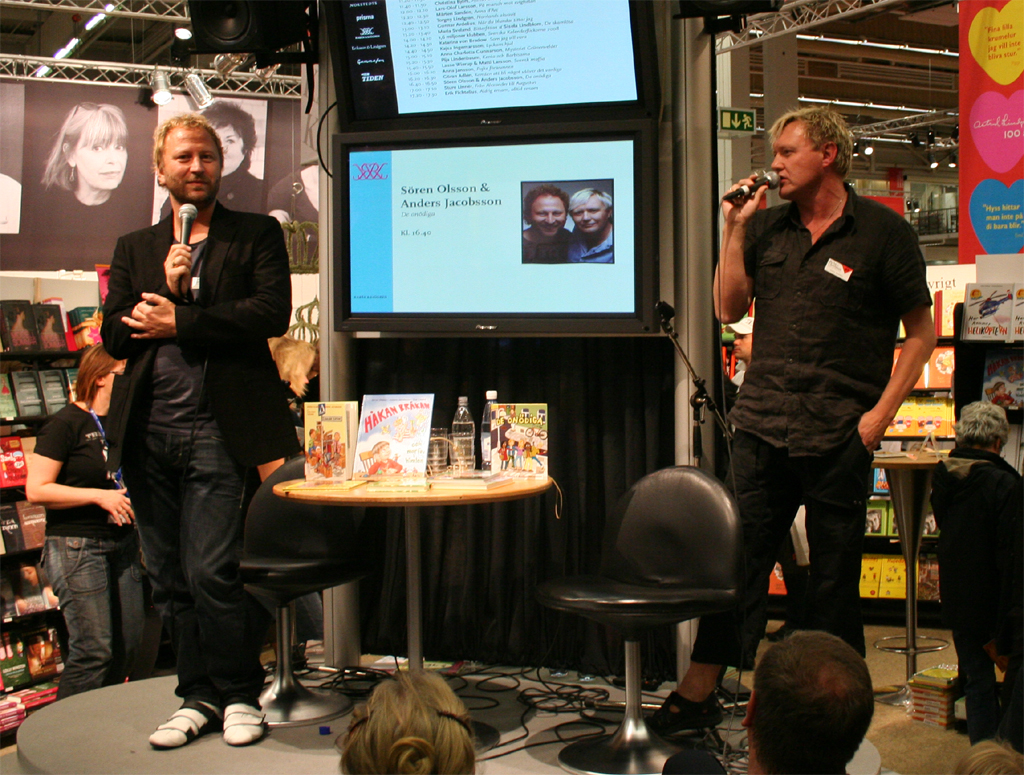
Sören Olsson (vänster) och Anders Jacobsson (höger) på Bok- och biblioteksmässan i Göteborg 2007.

Kusinerna Anders Jacobsson (född 4 augusti 1963 i Karlskoga)  och Sören Olsson (född 16 mars 1964 i Karlskoga) är två svenska barn- och ungdomsförfattare vilka bland annat skrivit bokserier om Sune och Bert. De har också skrivit manus till många TV-serier. Inspirationen har de hämtat från sin egen ungdom, och genom att sitta på caféer eller besöka skolor och se hur människor bär sig åt. Sören Olsson illustrerade från början Sune-böckerna och den första Bert-boken. Övriga Bert-böcker i den äldre serien illustrerats av Sonja Härdin och Suneböckerna har nu fått nya illustrationer av Lovisa Lesse. På inspelningar är det Anders som läser Sune, och Sören som läser Bert.
Kusinerna har också skapat musik under bandnamnet Hemliga byrån. Deras mest kända låt är "Hej, hej, hemskt mycket hej", som låg på Svensktoppen 1987.
Böckerna om Sune och Bert finns utgivna även i USA, Tyskland, Ryssland, Österrike, Schweiz, Finland, Norge, Danmark, Island, Nederländerna,  Estland, Lettland, Litauen, Polen, Tjeckien, Slovakien och Spanien.

## Anders Jacobsson
Anders Jacobsson föddes 1963 och bodde som barn i Karlskoga, Köping, Lidköping och Arvika och var intresserad av tjejer, men satsade sedan alltmer på skolan, och politiskt såg han sig som "liberal anarkist". Under det tidiga 1980-talet arbetade han som lärarassistent vid en skola i Karlskoga och kom i kontakt med barnens lekar, aktiviteter, känslor och böcker. Då en kollega berättade att han tänkte skriva en barnbok, tänkte  Jacobsson att det kunde han också och skrev om sjuårige Sune. Han läste in ett avsnitt i sin hemstudio och skickade det till lokalradions program Allemansradion.
En person på radion tyckte om historien och undrade om inte Jacobsson kunde skapa en hel serie för den lokala kommundelsradion. Efterfrågan i länet ökade, och Sune började sändas över hela lokalradion. Jacobsson skickade in manuset till Rabén & Sjögren i Stockholm, vilka tackade nej. Jacobsson fortsatte att skriva för lokalradion tills ett annat bokförlag ville släppa Sune-boken. Illustratör blev Sören Olsson, och Sagan om Sune utkom som bok 1984.

## Sören Olsson
Sören Olsson föddes 1964 och tyckte som barn om att rita och hitta på olika äventyr. Han ifrågasatte ofta skolans roll i samhället. Han ville bli popstjärna, och började spela elbas i lokala popband, och startade eget skivbolag i 18-årsåldern. Han började även arbeta med teater, och ville snart bli skådespelare. Han sökte in till olika scenskolor, och kom in på en förberedande kurs i Örebro. Samtidigt flyttade hans kusin Anders Jacobsson till Örebro för att studera, och snart började författarsamarbetet..

## Gemensamt arbete
Anders Jacobsson sökte 1985 in på högskoleutbildning i Örebro, utan att veta att kusinen Sören Olsson sökt in till skola på samma ort. När Jacobsson fortsatte skriva Sune började Sören Olsson också arbeta på böckerna och från tredje Sune-boken befann de sig i gemensamt författarskap.
Vid skrivandet av Sune och Svarta Mannen (1989), ville författarna "bli av" med Sune, och lät honom flytta till en annan stad medan man började arbeta på en ny figur, dagboksskrivaren Bert, och man började arbeta på Berts dagbok. Men snart ville man även fortsätta med Sune, och lät Sune-serien löpa parallellt med Bert-serien.
Bert-serien utspelar sig i den fiktiva staden Öreskoga, vars namn är en kombination av författarnas hemorter Örebro och Karlskoga. Suneserien utspelar sig också i en fiktiv stad, "Glimmerdagg".